# Oligocottus rubellio
Oligocottus rubellio är en fiskart som först beskrevs av Greeley, 1899.  Oligocottus rubellio ingår i släktet Oligocottus och familjen simpor. Inga underarter finns listade i Catalogue of Life.